# Grand Prix Júnior de Patinação Artística no Gelo de 2002–03
O Grand Prix Júnior de Patinação Artística no Gelo de 2002–03 foi a sexta temporada do Grand Prix ISU Júnior, uma série de competições de nível júnior de patinação artística no gelo disputada na temporada 2002–03. São distribuídas medalhas em quatro disciplinas, individual masculino e individual feminino, duplas e dança no gelo. Os patinadores ganham pontos com base na sua posição em cada evento e os oito primeiros de cada disciplina são qualificados para competir na final do Grand Prix Júnior, realizada em Haia, Países Baixos.
A competição é organizada pela União Internacional de Patinação (em inglês:  International Skating Union), a série Grand Prix começou em 21 de agosto e continuaram até 15 de dezembro de 2002.

## Calendário
| #     | Evento                                         | Localização                | Data                 | Ref         |
| ----- | ---------------------------------------------- | -------------------------- | -------------------- | ----------- |
| 1     | Grand Prix Júnior de Courchevel de 2002        | Courchevel, França         | 21–25 de agosto      | [ 1 ]       |
| 2     | Belgrade Sparrow de 2002                       | Belgrado, Iugoslávia       | 12–15 de setembro    | [ 2 ]       |
| 3     | Grand Prix Júnior de Scottsdale de 2002        | Scottsdale, Estados Unidos | 19–22 de setembro    | [ 3 ]       |
| 4     | Grand Prix Júnior de Montreal de 2002          | Montreal, Canadá           | 26–29 de setembro    | [ 4 ]       |
| 5     | Skate Slovakia de 2002                         | Bratislava, Eslováquia     | 3–6 de outubro       | [ 5 ] [ 6 ] |
| 6     | Blue Swords de 2002                            | Chemnitz, Alemanha         | 10–13 de outubro     | [ 7 ]       |
| 7     | China International Junior Competition de 2002 | Pequim, China              | 16–20 de outubro     | [ 8 ]       |
| 8     | Trofeo Rita Trapanese de 2002                  | Milão, Itália              | 31 de out.–3 de nov. | [ 9 ]       |
| Final | Final do Grand Prix Júnior de 2002–03          | Haia, Países Baixos        | 12–15 de dezembro    | [ 10 ]      |

## Medalhistas

### Grand Prix Júnior de Courchevel
| Evento                        | Ouro                                     | Prata                                        | Bronze                                           |
| Individual masculino detalhes | Alexander Shubin · Rússia                | Evan Lysacek · Estados Unidos                | Jordan Brauninger · Estados Unidos               |
| Individual feminino detalhes  | Carolina Kostner · Itália                | Alissa Czisny · Estados Unidos               | Signe Ronka · Canadá                             |
| Duplas detalhes               | Carla Montgomery · Ryan Arnold · Canadá  | Elena Riabchuk · Stanislav Zakharov · Rússia | Anastasia Kuzmina · Stanislav Evdokimov · Rússia |
| Dança no gelo detalhes        | Oksana Domnina · Maxim Shabalin · Rússia | Christina Beier · William Beier · Alemanha   | Melissa Piperno · Liam Dougherty · Canadá        |

### Belgrade Sparrow
| Evento                        | Ouro                                      | Prata                                            | Bronze                                           |
| Individual masculino detalhes | Shawn Sawyer · Canadá                     | Wesley Campbell · Estados Unidos                 | Song Choi Ri · Coreia do Norte                   |
| Individual feminino detalhes  | Yukina Ota · Japão                        | Adriana DeSanctis · Estados Unidos               | Alima Gershkovich · Rússia                       |
| Duplas detalhes               | Maria Mukhortova · Pavel Lebedev · Rússia | Anastasia Kuzmina · Stanislav Evdokimov · Rússia | Amy Howerton · Steven Pottenger · Estados Unidos |
| Dança no gelo detalhes        | Oksana Domnina · Maxim Shabalin · Rússia  | Mariana Kozlova · Sergei Baranov · Ucrânia       | Alexandra Zaretsky · Roman Zaretsky · Israel     |

### Grand Prix Júnior de Scottsdale
| Evento                        | Ouro                                  | Prata                                         | Bronze                                                    |
| Individual masculino detalhes | Andrei Griazev · Rússia               | Parker Pennington · Estados Unidos            | Ken Rose · Canadá                                         |
| Individual feminino detalhes  | Akiko Suzuki · Japão                  | Beatrisa Liang · Estados Unidos               | Felicia Beck · Estados Unidos                             |
| Duplas detalhes               | Ding Yang · Ren Zhongfei · China      | Jennifer Don · Jonathon Hunt · Estados Unidos | Brittany Vise · Nicholas Kole · Estados Unidos            |
| Dança no gelo detalhes        | Nóra Hoffmann · Attila Elek · Hungria | Olga Orlova · Maxim Bolotin · Rússia          | Loren Galler-Rabinowitz · David Mitchell · Estados Unidos |

### Grand Prix Júnior de Patinação Artística no Gelo de Montreal
| Evento                        | Ouro                                         | Prata                                                | Bronze                                           |
| Individual masculino detalhes | Andrei Griazev · Rússia                      | Evan Lysacek · Estados Unidos                        | Jamal Othman · Suíça                             |
| Individual feminino detalhes  | Miki Ando · Japão                            | Louann Donovan · Estados Unidos                      | Cynthia Phaneuf · Canadá                         |
| Duplas detalhes               | Ding Yang · Ren Zhongfei · China             | Tiffany Stiegler · Johnnie Stiegler · Estados Unidos | Jessica Dubé · Samuel Tetrault · Canadá          |
| Dança no gelo detalhes        | Natalia Mikhailova · Arkadi Sergeev · Rússia | Alessia Aureli · Andrea Vaturi · Itália              | Morgan Matthews · Maxim Zavozin · Estados Unidos |

### Skate Slovakia
| Evento                        | Ouro                                            | Prata                                         | Bronze                                          |
| Individual masculino detalhes | Alexander Shubin · Rússia                       | Nobunari Oda · Japão                          | Yannick Ponsero · França                        |
| Individual feminino detalhes  | Lina Johansson · Suécia                         | Alissa Czisny · Estados Unidos                | Natalie Mecher · Estados Unidos                 |
| Duplas detalhes               | Julia Karbovskaya · Sergei Slavnov · Rússia     | Chantal Poirier · Jesse Sturdy · Canadá       | Tiffany Vise · Laureano Ibarra · Estados Unidos |
| Dança no gelo detalhes        | Elena Romanovskaya · Alexander Grachev · Rússia | Anna Zadorozhniuk · Sergei Verbillo · Ucrânia | Siobhan Karam · Joshua McGrath · Canadá         |

### Blue Swords
| Evento                        | Ouro                                    | Prata                                      | Bronze                                               |
| Individual masculino detalhes | Sergei Dobrin · Rússia                  | Tomáš Verner · República Tcheca            | Nicholas LaRoche · Estados Unidos                    |
| Individual feminino detalhes  | Olga Naidenova · Rússia                 | Adriana DeSanctis · Estados Unidos         | Jenna McCorkell · Reino Unido                        |
| Duplas detalhes               | Jessica Dubé · Samuel Tetrault · Canadá | Maria Mukhortova · Pavel Lebedev · Rússia  | Tiffany Stiegler · Johnnie Stiegler · Estados Unidos |
| Dança no gelo detalhes        | Nóra Hoffmann · Attila Elek · Hungria   | Mariana Kozlova · Sergei Baranov · Ucrânia | Alexandra Zaretski · Roman Zaretski · Israel         |

### China International Junior Competition
| Evento                        | Ouro                                       | Prata                                           | Bronze                                                    |
| Individual masculino detalhes | Mikhail Magerovski · Rússia                | Rui Yi · China                                  | Wu Jialiang · China                                       |
| Individual feminino detalhes  | Miki Ando · Japão                          | Beatrisa Liang · Estados Unidos                 | Ye Bin Mok · Estados Unidos                               |
| Duplas detalhes               | Zhang Dan · Zhang Hao · China              | Tiffany Vise · Laureano Ibarra · Estados Unidos | Tatiana Kokoreva · Egor Golovkin · Rússia                 |
| Dança no gelo detalhes        | Christina Beier · William Beier · Alemanha | Ekaterina Rubleva · Ivan Shefer · Rússia        | Loren Galler-Rabinowitz · David Mitchell · Estados Unidos |

### Trofeo Rita Trapanese
| Evento                        | Ouro                                        | Prata                                           | Bronze                                               |
| Individual masculino detalhes | Sergei Dobrin · Rússia                      | Parker Pennington · Estados Unidos              | Jamal Othman · Suíça                                 |
| Individual feminino detalhes  | Yukina Ota · Japão                          | Signe Ronka · Canadá                            | Viktória Pavuk · Hungria                             |
| Duplas detalhes               | Julia Karbovskaya · Sergei Slavnov · Rússia | Jennifer Don · Jonathon Hunt · Estados Unidos   | Veronika Havlíčková · Karel Štefl · República Tcheca |
| Dança no gelo detalhes        | Alessia Aureli · Andrea Vaturi · Itália     | Elena Romanovskaya · Alexander Grachev · Rússia | Melissa Piperno · Liam Dougherty · Canadá            |

### Final do Grand Prix Júnior
| Evento                        | Ouro                                     | Prata                                   | Bronze                                          |
| Individual masculino detalhes | Alexander Shubin · Rússia                | Sergei Dobrin · Rússia                  | Parker Pennington · Estados Unidos              |
| Individual feminino detalhes  | Yukina Ota · Japão                       | Carolina Kostner · Itália               | Miki Ando · Japão                               |
| Duplas detalhes               | Ding Yang · Ren Zhongfei · China         | Jessica Dubé · Samuel Tetrault · Canadá | Jennifer Don · Jonathon Hunt · Estados Unidos   |
| Dança no gelo detalhes        | Oksana Domnina · Maxim Shabalin · Rússia | Nóra Hoffmann · Attila Elek · Hungria   | Elena Romanovskaya · Alexander Grachev · Rússia |

## Classificação para a Final do Grand Prix Júnior
Cada patinador pontua dependendo da posição obtida, somando as duas melhores pontuações. Os oito melhores se classificam para disputa da final. A pontuação por eventos é a seguinte:
| Pos. | Pontos (Individuais/Dança) | Pontos (Duplas) |
| ---- | -------------------------- | --------------- |
| 1º   | 15                         | 15              |
| 2º   | 13                         | 13              |
| 3º   | 11                         | 11              |
| 4º   | 9                          | 9               |
| 5º   | 7                          | 7               |
| 6º   | 5                          | 5               |
| 7º   | 4                          | 4               |
| 8º   | 3                          | 3               |
| 9º   | 2                          | –               |
| 10º  | 1                          | –               |

### Classificados
|             | Masculino              | Feminino              | Duplas                                      | Dança no gelo                                |
| ----------- | ---------------------- | --------------------- | ------------------------------------------- | -------------------------------------------- |
| 1           | RUS Sergei Dobrin      | JPN Yukina Ota        | RUS Julia Karbovskaya / Sergei Slavnov      | HUN Nóra Hoffmann / Attila Elek              |
| 2           | RUS Alexander Shubin   | JPN Miki Ando         | CHN Ding Yang / Ren Zongfei                 | RUS Oksana Domnina / Maxim Shabalin          |
| 3           | RUS Andrei Griazev     | USA Alissa Czisny     | RUS Maria Mukhortova / Pavel Lebedev        | RUS Elena Romanovskaya / Alexander Grachev   |
| 4           | USA Evan Lysacek       | USA Adriana DeSanctis | CAN Jessica Dubé / Samuel Tetrault          | GER Christina Beier / William Beier          |
| 5           | USA Parker Pennington  | USA Beatrisa Liang    | USA Jennifer Don / Jonathon Hunt            | ITA Alessia Aureli / Andrea Vaturi           |
| 6           | RUS Mikhail Magerovski | ITA Carolina Kostner  | CAN Carla Montgomery / Ryan Arnold          | UKR Mariana Kozlova / Sergei Baranov         |
| 7           | SUI Jamal Othman       | SWE Lina Johansson    | USA Tiffany Stiegler / Johnnie Stiegler     | RUS Natalia Mikhailova / Arkadi Sergeev      |
| 8           | CZE Tomáš Verner       | CAN Signe Ronka       | RUS Anastasia Kuzmina / Stanislav Evdokimov | RUS Ekaterina Rubleva / Ivan Shefer          |
| Substitutos |                        |                       |                                             |                                              |
| 1º          | USA Jordan Brauninger  | JPN Akiko Suzuki      | USA Tiffany Vise / Laureano Ibarra          | ISR Alexandra Zaretski / Roman Zaretski      |
| 2º          | CAN Shawn Sawyer       | RUS Olga Naidenova    | RUS Elena Riabchuk / Stanislav Zakharov     | CAN Melissa Piperno / Liam Dougherty         |
| 3º          | USA Wesley Campbell    | USA Ye Bin Mok        | USA Brittany Vise / Nicholas Kole           | USA Loren Galler-Rabinowitz / David Mitchell |